# Dirty North
Dirty North är rapduon Trainspotters debutalbum. Det är producerat av Academics och nominerades till P3 Guld 2011 i kategorin "Årets hiphop/soul".

## Låtlista
1. "Arrival"
2. "Up North Tip"
3. "Fan First"
4. "RUN UME"
5. "Blazed Out" (feat. Kastaway)
6. "Navigate" (feat. Eboi & That Dude Prince)
7. "Can't Stop" (feat. Cleo)
8. "On The Reg"
9. "Dirty North"
10. "Departure"

## Singlar
- 2010 - "Fan First"